# Canotaj la Jocurile Olimpice de vară din 2024 - Simplu vâsle masculin
Proba masculină de canotaj simplu vâsle de la Jocurile Olimpice de vară din 2024 a avut loc în perioada 27 iulie-3 august 2024 pe Stadionul Nautic Olimpic Național din Île-de-France, aflat la aproximativ 30 de kilometri de Paris.

## Program
Orele sunt ora Franței (UTC+1) 
| Data                    | Timp | Etapă              |
| ----------------------- | ---- | ------------------ |
| Sâmbătă, 27 iulie 2024  | 9:00 | Calificări         |
| Duminică, 28 iulie 2024 | 9:00 | Recalificări       |
| Luni, 29 iulie 2024     | 9:30 | Semifinale E/F     |
| Marți, 30 iulie 2024    | 9:30 | Sferturi de finală |
| Miercuri, 31 iulie 2024 | 9:30 | Semifinale C/D     |
| Joi, 1 august 2024      | 9:30 | Semifinale A/B     |
| Vineri, 2 august 2024   | 9:30 | Finalele D/E/F     |
| Sâmbătă, 3 august 2024  | 9:30 | Finalele A/B/C     |

## Rezultate

### Calificări
Primii trei din fiecare cursă se vor califica în sferturile de finală, iar ceilalți vor concura în recalificări.

#### Calificări - cursa 1
Rezultate cursa 1
| Loc | Culoar | Concurent            | Țară          | Timp    | Note |
| --- | ------ | -------------------- | ------------- | ------- | ---- |
| 1   | 5      | Tom Mackintosh       | Noua Zeelandă | 6:55,92 | C    |
| 2   | 1      | Stefanos Ntouskos    | Grecia        | 7:01,79 | C    |
| 3   | 2      | Abdelkhalek El-Banna | Egipt         | 7:05,06 | C    |
| 4   | 3      | Balraj Panwar        | India         | 7:07,11 | R    |
| 5   | 6      | Vladislav Yakovlev   | Kazahstan     | 7:21,56 | R    |
| 6   | 4      | Andre Matias         | Angola        | 7:52,78 | R    |

#### Calificări - cursa 2
Rezultate cursa 2
| Loc | Culoar | Concurent            | Țară      | Timp    | Note |
| --- | ------ | -------------------- | --------- | ------- | ---- |
| 1   | 4      | Mihai Chiruță        | România   | 6:51,51 | C    |
| 2   | 5      | Damir Martin         | Croația   | 6:54,83 | C    |
| 3   | 1      | Giedrius Bieliauskas | Lituania  | 7:00,96 | C    |
| 4   | 6      | Isak Žvegelj         | Slovenia  | 7:01,23 | R    |
| 5   | 2      | La Memo              | Indonezia | 7:19,33 | R    |
| 6   | 3      | Abdalla Ahmed        | Sudan     | 7:46,45 | R    |

#### Calificări - cursa 3
Rezultate cursa 3
| Loc | Culoar | Concurent              | Țară      | Timp    | Note |
| --- | ------ | ---------------------- | --------- | ------- | ---- |
| 1   | 3      | Simon van Dorp         | Olanda    | 6:49,93 | C    |
| 2   | 5      | Ryuta Arakawa          | Japonia   | 6:51,59 | C    |
| 3   | 1      | Tim Brys               | Belgia    | 6:52,35 | C    |
| 4   | 2      | Sid Ali Boudina        | Algeria   | 7:02,94 | R    |
| 5   | 6      | Mohamed Taieb          | Tunisia   | 7:10,13 | R    |
| 6   | 4      | Premanut Wattananusith | Thailanda | 7:25,76 | R    |

#### Calificări - cursa 4
Rezultate cursa 4
| Loc | Culoar | Concurent          | Țară                       | Timp    | Note |
| --- | ------ | ------------------ | -------------------------- | ------- | ---- |
| 1   | 4      | Yauheni Zalaty     | AIN                        | 6:51,45 | C    |
| 2   | 3      | James Plihal       | Statele Unite ale Americii | 6:54,95 | C    |
| 3   | 1      | Lucas Verthein     | Brazilia                   | 6:54,96 | C    |
| 4   | 5      | Quentin Antognelli | Monaco                     | 7:02,15 | R    |
| 5   | 2      | Dara Alizadeh      | Insulele Bermude           | 7:23,70 | R    |

#### Calificări - cursa 5
Rezultate cursa 5
| Loc | Culoar | Concurent            | Țară     | Timp    | Note |
| --- | ------ | -------------------- | -------- | ------- | ---- |
| 1   | 4      | Oliver Zeidler       | Germania | 6:54,72 | C    |
| 2   | 3      | Bruno Cetraro        | Uruguay  | 7:04,04 | C    |
| 3   | 1      | Reidy Cardona Blanco | Cuba     | 7:06,45 | C    |
| 4   | 2      | Stephen Cox          | Zimbabwe | 7:11,98 | R    |
| 5   | 5      | Mohamed Bukrah       | Libia    | 7:37,75 | R    |

#### Calificări - cursa 6
Rezultate cursa 6
| Loc | Culoar | Concurent                 | Țară      | Timp    | Note |
| --- | ------ | ------------------------- | --------- | ------- | ---- |
| 1   | 2      | Sverri Nielsen            | Danemarca | 6:53,50 | C    |
| 2   | 5      | Kristian Vasiliev         | Bulgaria  | 6:56,63 | C    |
| 3   | 1      | Bendegúz Pétervári-Molnár | Ungaria   | 6:58,76 | C    |
| 4   | 3      | Chiu Hin Chun             | Hong Kong | 7:00,29 | R    |
| 5   | 4      | Javier Insfran            | Paraguay  | 7:14,14 | R    |

### Recalificări
Primii doi din fiecare cursă se vor califica în sferturile de finală, iar ceilalți vor concura în Semifinalele E/F (care nu contează pentru acordarea de medalii).

#### Recalificări - cursa 1
Rezultate recalificări cursa 1
| Loc | Culoar | Concurent      | Țară     | Timp    | Note |
| --- | ------ | -------------- | -------- | ------- | ---- |
| 1   | 3      | Isak Žvegelj   | Slovenia | 7:06,90 | CSF  |
| 2   | 5      | Javier Insfran | Paraguay | 7:08,29 | CSF  |
| 3   | 2      | Mohamed Taieb  | Tunisia  | 7:11,57 | E/F  |
| 4   | 4      | Stephen Cox    | Zimbabwe | 7:22,45 | E/F  |
| 5   | 1      | André Matias   | Angola   | 8:01,98 | E/F  |

#### Recalificări - cursa 2
Rezultate recalificări cursa 2
| Loc | Culoar | Concurent              | Țară      | Timp    | Note |
| --- | ------ | ---------------------- | --------- | ------- | ---- |
| 1   | 4      | Quentin Antognelli     | Monaco    | 7:10,00 | CSF  |
| 2   | 2      | Balraj Panwar          | India     | 7:12,41 | CSF  |
| 3   | 3      | La Memo                | Indonezia | 7:19,60 | E/F  |
| 4   | 1      | Premanut Wattananusith | Thailanda | 7:29,89 | E/F  |
| 5   | 5      | Mohamed Bukrah         | Libia     | 7:45,55 | E/F  |

#### Recalificări - cursa 3
Rezultate recalificări cursa 3
| Loc | Culoar | Concurent          | Țară             | Timp    | Note |
| --- | ------ | ------------------ | ---------------- | ------- | ---- |
| 1   | 4      | Sid Ali Boudina    | Algeria          | 7:10,23 | CSF  |
| 2   | 3      | Chiu Hin Chun      | Hong Kong        | 7:12,94 | CSF  |
| 3   | 5      | Dara Alizadeh      | Insulele Bermude | 7:17,05 | E/F  |
| 4   | 2      | Vladislav Yakovlev | Kazahstan        | 7:21,12 | E/F  |
| 5   | 1      | Abdalla Ahmed      | Sudan            | 7:55,79 | E/F  |

### Sferturi de finală
Primii trei din fiecare cursă se vor califica în semifinalele A/B, iar ceilalți vor concura în Semifinalele C/D.

#### Sferturi de finală - cursa 1
Rezultate sferturi de finală cursa 1
| Loc | Culoar | Concurent          | Țară          | Timp    | Note |
| --- | ------ | ------------------ | ------------- | ------- | ---- |
| 1   | 3      | Tom Mackintosh     | Noua Zeelandă | 6:48,01 | A/B  |
| 2   | 4      | Sverri Nielsen     | Danemarca     | 6:49,69 | A/B  |
| 3   | 2      | Bruno Cetraro      | Uruguay       | 6:51,43 | A/B  |
| 4   | 5      | Lucas Verthein     | Brazilia      | 6:55,36 | C/D  |
| 5   | 1      | Quentin Antognelli | Monaco        | 6:58,89 | C/D  |
| 6   | 6      | Chiu Hin Chun      | Hong Kong     | 7:13,70 | C/D  |

#### Sferturi de finală - cursa 2
Rezultate sferturi de finală cursa 2
| Loc | Culoar | Concurent       | Țară                       | Timp    | Note |
| --- | ------ | --------------- | -------------------------- | ------- | ---- |
| 1   | 3      | Oliver Zeidler  | Germania                   | 6:45,32 | A/B  |
| 2   | 5      | Tim Brys        | Belgia                     | 6:46,26 | A/B  |
| 3   | 4      | Mihai Chiruță   | România                    | 6:46,32 | A/B  |
| 4   | 2      | James Plihal    | Statele Unite ale Americii | 6:47,03 | C/D  |
| 5   | 1      | Sid Ali Boudina | Algeria                    | 7:06,31 | C/D  |
| 6   | 6      | Javier Insfran  | Paraguay                   | 7:31,50 | C/D  |

#### Sferturi de finală - cursa 3
Rezultate sferturi de finală cursa 3
| Loc | Culoar | Concurent                 | Țară     | Timp    | Note |
| --- | ------ | ------------------------- | -------- | ------- | ---- |
| 1   | 3      | Simon van Dorp            | Olanda   | 6:49,96 | A/B  |
| 2   | 4      | Damir Martin              | Croația  | 6:53,55 | A/B  |
| 3   | 2      | Stefanos Ntouskos         | Grecia   | 6:56,68 | A/B  |
| 4   | 5      | Bendeguz Petervari-Molnar | Ungaria  | 7:05,04 | C/D  |
| 5   | 6      | Isak Žvegelj              | Slovenia | 7:06,42 | C/D  |
| 6   | 1      | Reidy Cardona Blanco      | Cuba     | 7:10,40 | C/D  |

#### Sferturi de finală - cursa 4
Rezultate sferturi de finală cursa 4
| Loc | Culoar | Concurent             | Țară     | Timp    | Note |
| --- | ------ | --------------------- | -------- | ------- | ---- |
| 1   | 3      | Yauheni Zalaty        | AIN      | 6:49,27 | A/B  |
| 2   | 5      | Giedrius Bieliauskias | Lituania | 6:51,80 | A/B  |
| 3   | 4      | Ryuta Arakawa         | Japonia  | 6:54,17 | A/B  |
| 4   | 2      | Kristian Vasiliev     | Bulgaria | 6:58,67 | C/D  |
| 5   | 6      | Balraj Panwar         | India    | 7:05,10 | C/D  |
| 6   | 1      | Abdelkhalek El-Banna  | Egipt    | 7:18,59 | C/D  |

### Semifinale
Primii trei din fiecare cursă se vor califica în finalele E/C/A, iar ceilalți vor concura în finalele F/D/B.

#### Semifinala E/F - cursa 1
Rezultate semifinale E/F cursa 1
| Loc | Culoar | Concurent          | Țară      | Timp    | Note |
| --- | ------ | ------------------ | --------- | ------- | ---- |
| 1   | 4      | Vladislav Yakovlev | Kazahstan | 7:26,20 | FE   |
| 2   | 2      | Mohamed Taieb      | Tunisia   | 7:29,64 | FE   |
| 3   | 3      | La Memo            | Indonezia | 7:32,18 | FE   |
| 4   | 1      | André Matias       | Angola    | 8:01,63 | FF   |

#### Semifinala E/F - cursa 2
Rezultate semifinale E/F cursa 2
| Loc | Culoar | Concurent              | Țară             | Timp    | Note |
| --- | ------ | ---------------------- | ---------------- | ------- | ---- |
| 1   | 3      | Dara Alizadeh          | Insulele Bermude | 7:33,38 | FE   |
| 2   | 4      | Stephen Cox            | Zimbabwe         | 7:36,59 | FE   |
| 3   | 2      | Premanut Wattananusith | Thailanda        | 7:48,78 | FE   |
| 4   | 5      | Mohamed Bukrah         | Libia            | 8:00,42 | FF   |
| 5   | 1      | Abdalla Ahmed          | Sudan            | 8:10,68 | FF   |

#### Semifinala C/D - cursa 1
| Loc | Culoar | Concurent                 | Țară      | Timp    | Note |
| --- | ------ | ------------------------- | --------- | ------- | ---- |
| 1   | 4      | Lucas Verthein            | Brazilia  | 6:55,07 | FC   |
| 2   | 3      | Bendegúz Pétervári-Molnár | Ungaria   | 6:56,92 | FC   |
| 3   | 5      | Sid Ali Boudina           | Algeria   | 6:57,06 | FC   |
| 4   | 6      | Abdelkhalek Elbanna       | Egipt     | 7:02,76 | FD   |
| 5   | 1      | Chiu Hin Chun             | Hong Kong | 7:03,68 | FD   |
| 6   | 2      | Balraj Panwar             | India     | 7:04,97 | FD   |

#### Semifinala C/D - cursa 2
| Loc | Culoar | Concurent            | Țară                       | Timp    | Note |
| --- | ------ | -------------------- | -------------------------- | ------- | ---- |
| 1   | 3      | James Plihal         | Statele Unite ale Americii | 6:56,95 | FC   |
| 2   | 4      | Kristian Vasiliev    | Bulgaria                   | 6:57,75 | FC   |
| 3   | 6      | Javier Insfran       | Paraguay                   | 7:00,93 | FC   |
| 4   | 5      | Isak Žvegelj         | Slovenia                   | 7:09,41 | FD   |
| 5   | 2      | Quentin Antognelli   | Monaco                     | 7:14,32 | FD   |
| 6   | 1      | Reidy Cardona Blanco | Cuba                       | 7:15,63 | FD   |

#### Semifinala A/B - cursa 1
| Loc | Culoar | Concurent             | Țară          | Timp    | Note |
| --- | ------ | --------------------- | ------------- | ------- | ---- |
| 1   | 4      | Simon van Dorp        | Olanda        | 6:42,39 | FA   |
| 2   | 3      | Tom Mackintosh        | Noua Zeelandă | 6:44,49 | FA   |
| 3   | 2      | Tim Brys              | Belgia        | 6:45,32 | FA   |
| 4   | 6      | Ryuta Arakawa         | Japonia       | 6:51,13 | FB   |
| 5   | 1      | Bruno Cetraro         | Uruguay       | 7:08,29 | FB   |
| 6   | 5      | Giedrius Bieliauskias | Lituania      | 7:09,29 | FB   |

#### Semifinala A/B - cursa 2
| Loc | Culoar | Concurent         | Țară      | Timp    | Note |
| --- | ------ | ----------------- | --------- | ------- | ---- |
| 1   | 4      | Oliver Zeidler    | Germania  | 6:35,77 | FA   |
| 2   | 3      | Yauheni Zalaty    | AIN       | 6:39,01 | FA   |
| 3   | 1      | Stefanos Ntouskos | Grecia    | 6:40,78 | FA   |
| 4   | 5      | Sverri Nielsen    | Danemarca | 6:43,95 | FB   |
| 5   | 6      | Mihai Chiruță     | România   | 6:52,95 | FB   |
| 6   | 2      | Damir Martin      | Croația   | 6:58,23 | FB   |

### Finale

#### Finala F
| Loc | Culoar | Concurent      | Țară   | Timp    | Note |
| --- | ------ | -------------- | ------ | ------- | ---- |
| 31  | 2      | Mohamed Bukrah | Libia  | 7:28,90 |      |
| 32  | 1      | André Matias   | Angola | 7:30,43 |      |
| 33  | 3      | Abdalla Ahmed  | Sudan  | 7:38,51 |      |

#### Finala E
| Loc | Culoar | Concurent              | Țară             | Timp    | Note |
| --- | ------ | ---------------------- | ---------------- | ------- | ---- |
| 25  | 4      | Vladislav Yakovlev     | Kazahstan        | 6:59,43 |      |
| 26  | 2      | Mohamed Taieb          | Tunisia          | 7:00,31 |      |
| 27  | 1      | La Memo                | Indonezia        | 7:02,23 |      |
| 28  | 3      | Dara Alizadeh          | Insulele Bermude | 7:03,12 |      |
| 29  | 5      | Stephen Cox            | Zimbabwe         | 7:09,34 |      |
| 30  | 6      | Premanut Wattananusith | Thailanda        | 7:18,58 |      |

#### Finala D
| Loc | Culoar | Concurent            | Țară      | Timp    | Note |
| --- | ------ | -------------------- | --------- | ------- | ---- |
| 19  | 5      | Quentin Antognelli   | Monaco    | 6:54,93 |      |
| 20  | 2      | Chiu Hin Chun        | Hong Kong | 6:56,65 |      |
| 21  | 4      | Abdelkhalek Elbanna  | Egipt     | 6:58,44 |      |
| 22  | 3      | Isak Žvegelj         | Slovenia  | 6:59,46 |      |
| 23  | 1      | Balraj Panwar        | India     | 7:02,37 |      |
| 24  | 6      | Reidy Cardona Blanco | Cuba      | 7:03,23 |      |

#### Finala C
| Loc | Culoar | Concurent                 | Țară                       | Timp    | Note |
| --- | ------ | ------------------------- | -------------------------- | ------- | ---- |
| 13  | 4      | James Plihal              | Statele Unite ale Americii | 6:41,97 |      |
| 14  | 5      | Kristian Vasiliev         | Bulgaria                   | 6:44,61 |      |
| 15  | 3      | Lucas Verthein            | Brazilia                   | 6:47,37 |      |
| 16  | 2      | Bendegúz Pétervári-Molnár | Ungaria                    | 6:47,81 |      |
| 17  | 6      | Javier Insfran            | Paraguay                   | 6:50,48 |      |
| 18  | 1      | Sid Ali Boudina           | Algeria                    | 6:51,99 |      |

#### Finala B
| Loc | Culoar | Concurent             | Țară      | Timp    | Note |
| --- | ------ | --------------------- | --------- | ------- | ---- |
| 7   | 2      | Mihai Chiruță         | România   | 6:44,83 |      |
| 8   | 4      | Sverri Nielsen        | Danemarca | 6:44,83 |      |
| 9   | 3      | Ryuta Arakawa         | Japonia   | 6:47,02 |      |
| 10  | 6      | Giedrius Bieliauskias | Lituania  | 6:56,39 |      |
| 11  | 1      | Damir Martin          | Croația   | 6:57,77 |      |
| 12  | 5      | Bruno Cetraro         | Uruguay   | 7:22,71 |      |

#### Finala A
| Loc | Culoar | Concurent         | Țară          | Timp    | Note |
| --- | ------ | ----------------- | ------------- | ------- | ---- |
| 1   | 3      | Oliver Zeidler    | Germania      | 6:37,57 |      |
| 2   | 2      | Yauheni Zalaty    | AIN           | 6:42,96 |      |
| 3   | 4      | Simon van Dorp    | Olanda        | 6:44,72 |      |
| 4   | 6      | Tim Brys          | Belgia        | 6:48,44 |      |
| 5   | 5      | Tom Mackintosh    | Noua Zeelandă | 6:49,62 |      |
| 6   | 1      | Stefanos Ntouskos | Grecia        | 7:02,05 |      |